# Gerrit Mannoury
Gerrit Mannoury   (Wormerveer, 17 de maig de 1867 - Amsterdam, 30 de gener de 1956) va ser un matemàtic, filòsof i comunista neerlandès.

## Vida i Obra
El seu pare, capità mercant, va morir quan només tenia un any i la família es va traslladar a Amsterdam on va ser escolaritzat. Gràcies a una beca municipal va poder fer els estudis secundaris a la Hogere Burgerschool, en la qual es va graduar el 1885 i va obtenir el títol de mestre. A partir de 1986 va fer de mestre a diferents escoles d'Amsterdam, de Noordwijk, d'Arnhem i d'Oosterhout, Fins que el 1893 va ser nomenat preceptor del fill de la rica i noble família Tindal, que vivia la meitat de l'any a Amsterdam i l'altra meitat a la seva finca de 's-Graveland. Durant aquesta època va establir amistat amb Frederik van Eeden i va estudiar un curs de mecànica a la universitat sota la direcció de Diederik Korteweg qui el va ajudar en els seus estudis. A la universitat, també va conèixer L. E. J. Brouwer.
El 1902 la família Tindal es va arruinar i va haver de buscar una nova feina. Va tornar a l'ensenyament a una escola privada de Bloemendaal. Mentre tant, s'havia afiliat al Partit Socialista i col·laborava activament en les seves tasques. A partir de 1902, i sense tenir cap títol acadèmic, va ser nomenat professor ajudant a temps parcial a la universitat d'Amsterdam, a proposta de Korteweg, que va veure en ell el potencial docent i investigador. La seva primera classe va ser el gener de 1903 sobre el Significat de la lògica matemàtica per la filosofia. Després d'un període d'atur en ser acomiadat de Bloemendaal, el 1906 va ser nomenat professor de l'institut de secundària de Helmond. El 1909, en escindir-se el Partit Socialista, va passar a formar part del Partit Social Demòcrata (comunistes). De totes formes, sempre va ser vist pels seus camarades com poc ortodox, per les seves posicions relativistes.
El 1910 va passar a ser professor de comptabilitat i comerç a l'escola comercial de Vlissingen, on va passar bona part de la Primera Guerra Mundial, ajudant els refugiats belgues i participant en la secció local del partit i en l'associació de lliures pensadors De Dageraad. El 1912 va publicar un interessant article sobre Francesc Ferrer i Guàrdia: Francisco Ferrer. † 13 oktober 1909. Finalment, el 1917 va ser nomenat professor extraordinari de la universitat d'Amsterdam, en la qual va fer la resta de la seva carrera acadèmica. El 1922, juntament amb Brouwer, van Eende i altres, va fundar el Cercle Significista que va desaparèixer, però, el 1926. Tot i així, Mannoury va continuar tota la seva vida treballant en aquesta teoria fins a la seva mort; primer concentrant-se en el llenguatge i les matemàtiques i, després, aplicant-ho als fenòmens de masses. D'altra banda, la seva defensa de la llibertat d'opinió i de la democràcia interna, van fer que fos expulsat del partit comunista el 1929, amb el naixement de l'estalinisme. Malgrat la seva expulsió, Mannoury va continuar sempre compromès en causes socials i polítiques progressistes.
El 1937 es va retirar i va passar a ser professor emèrit. El 1946 la universitat li va concedir un doctorat honoris causa. Va morir el 1956 i va ser incinerat; les seves cendres van ser escampades pels seus fills Jan i Cor.